# Mercedes-Benz C 111

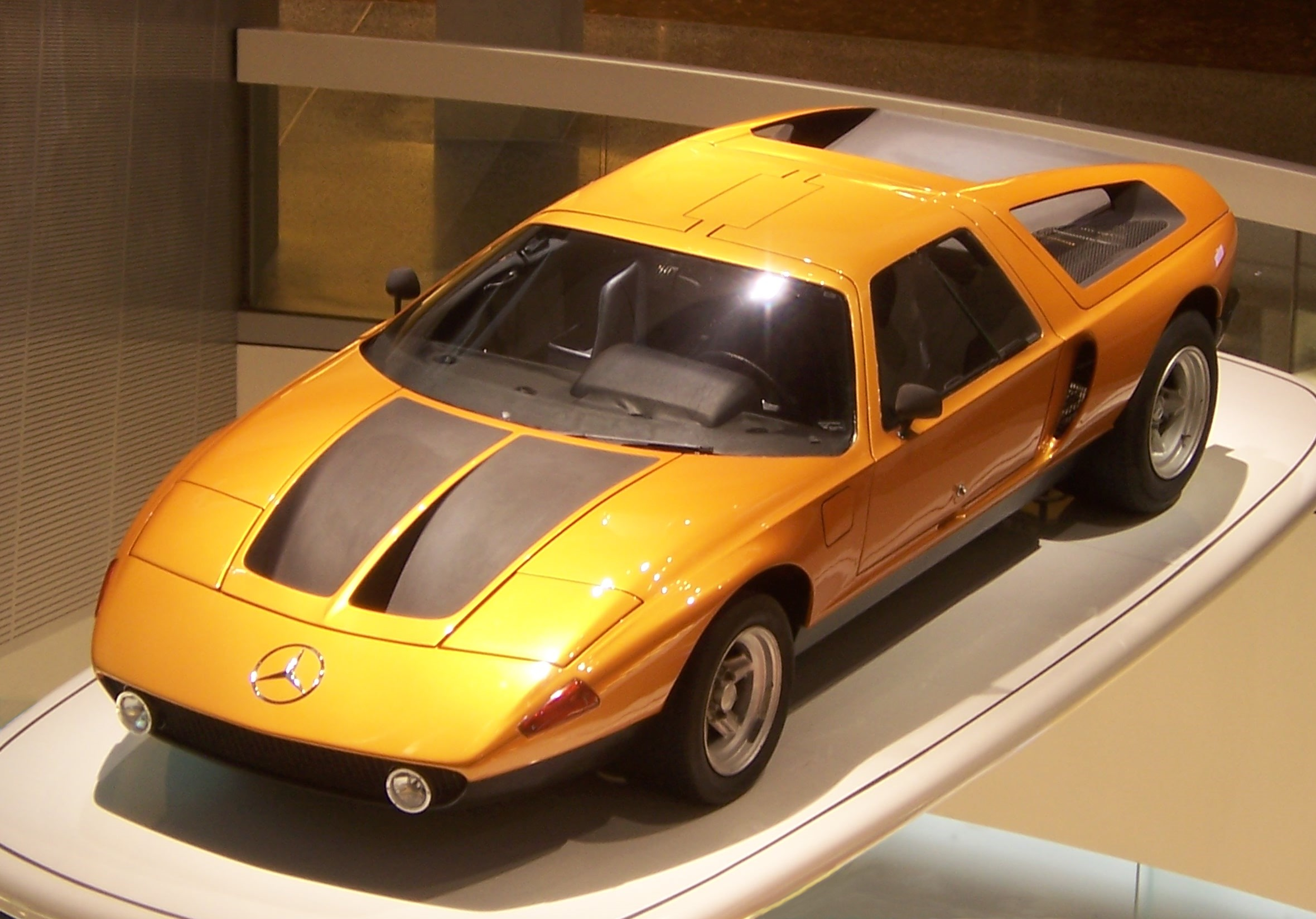
C 111-II im Mercedes-Benz-Museum

Die C 111-Serie bestand aus Prototypen und Experimentalfahrzeugen in den 1960er und 1970er Jahren. Mercedes-Benz experimentierte mit neuartigen Motoren und Kunststoffkarosserien.
Die C 111-Plattform wurde als Versuchsträger für Versuche mit Wankel- und Dieselmotoren und Turboladern verwendet. Zusätzlich stattete die Firma den Sportwagen experimentell mit Flügeltüren, Klappscheinwerfern und mit einem (zur damaligen Zeit) luxuriösen Interieur aus Leder sowie einer Klimaanlage aus.
Mit dem Vision One-Eleven zeigte der Hersteller im Juni 2023 ein elektrisch angetriebenes Konzeptfahrzeug, das als modern interpretierte Studie des C 111 gelten soll.

## Modelle

### Typ Version I

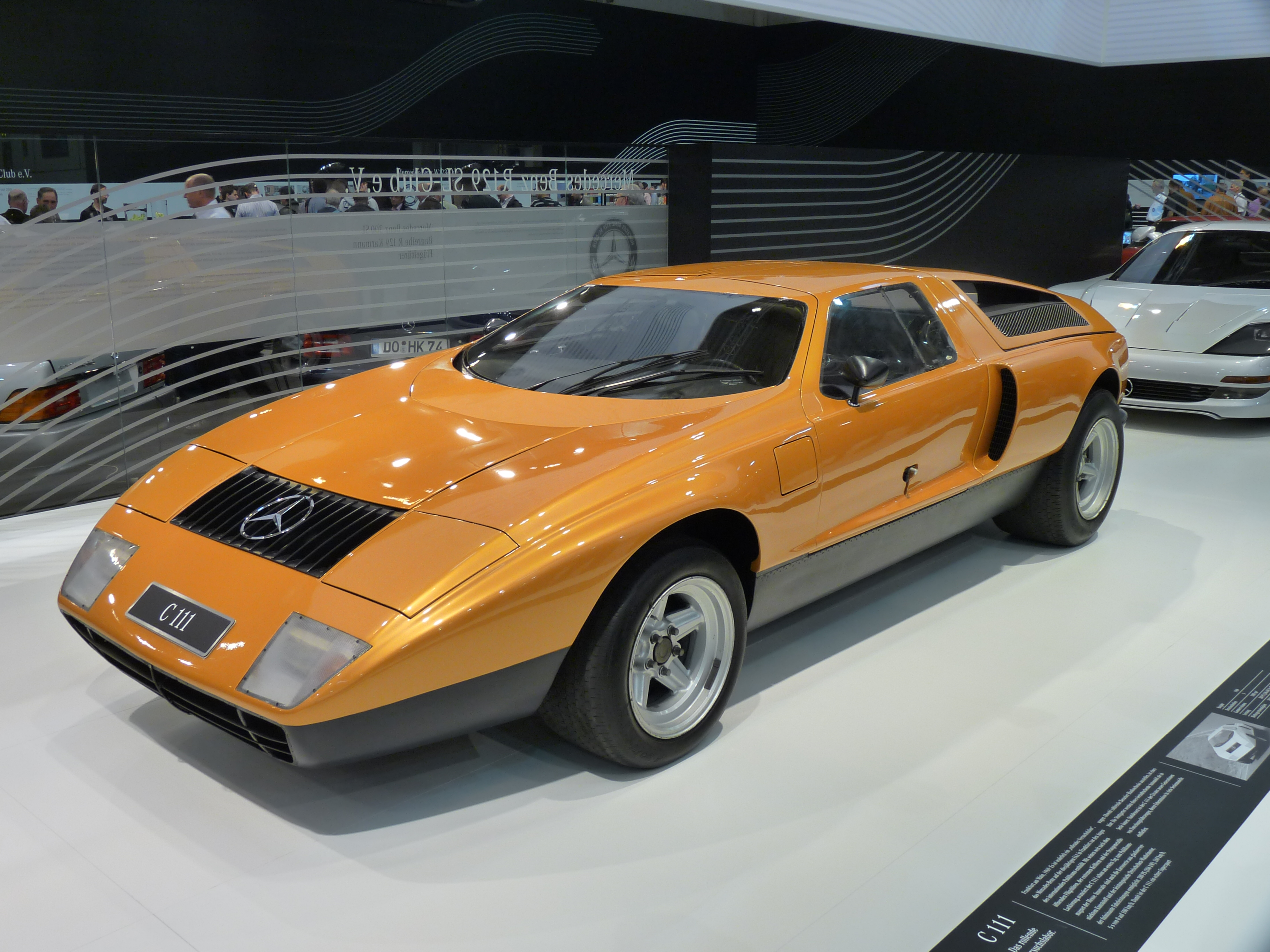
C 111-I Zwitter mit Typ 2 Heckpartie

Der erste C 111 wurde 1969 fertiggestellt. Er hatte eine Karosserie aus glasfaserverstärktem Kunststoff und einen Dreischeiben-Wankelmotor mit Benzineinspritzung als Mittelmotor. Monatelang wurden heimliche Fotos von Erlkönigen in den einschlägigen Fachzeitschriften wie auto motor und sport publiziert und Mutmaßungen angestellt über die heimliche Entwicklung eines Mercedes-Supersportwagens und dessen Leistungsdaten. Die Karosserie des ersten C 111 glich eher einer Notlösung und weniger einem Designmodell, wie man es von der damals noch allgemein als perfektionistisch veranlagt geltenden schwäbischen Autoschmiede erwartete; dennoch führte dies zu Spekulationen ungeahnten Ausmaßes: Bereits kurz nach der Veröffentlichung von Fotos, die einen Mittelmotorwagen mit den legendären, an den 300 SL erinnernden Flügeltüren zeigten, trafen in Untertürkheim die ersten Bestellungen ein, denen sogar unterschriebene Blankoschecks beigelegt wurden. Aber die mangelnde Qualität der Verarbeitung – die Kunststoffkarosserie wurde von einer externen Waggonfabrik gefertigt – und die mangelnde Standfestigkeit des Dreischeibenmotors standen von Anfang an einer Serienfertigung im Wege.

### Typ Version II

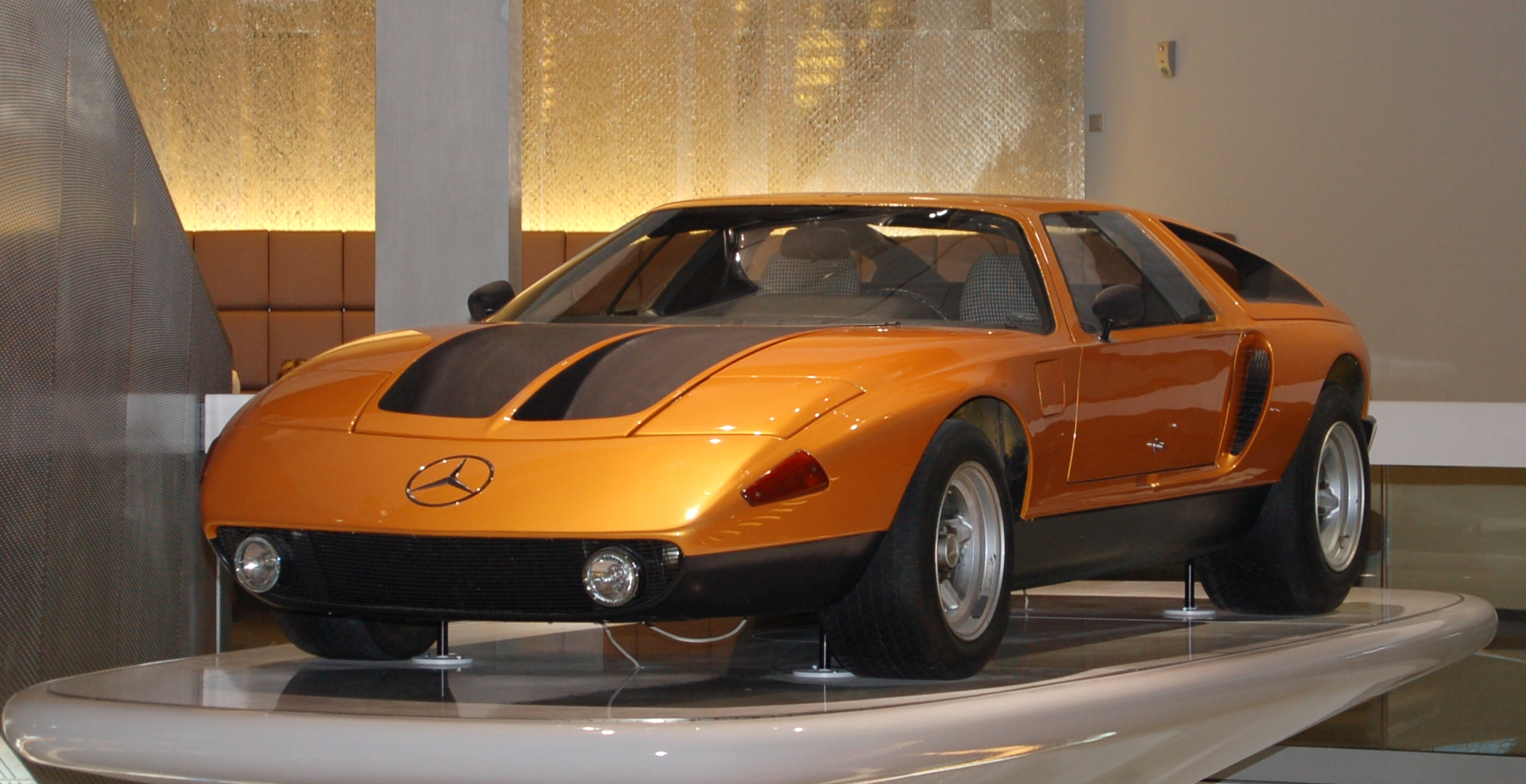
C 111-II

Der heute in der Öffentlichkeit bekannteste C 111-II wurde im März 1970 auf der Internationalen Automobil-Ausstellung in Genf vorgestellt. Die Karosserie wurde zur Verringerung des Auftriebs an der Vorderachse und zur Verbesserung der Kühlung vollständig überarbeitet. Während zeitgenössische Rennsportwagen wie der Porsche 917-10 oder Lola T70 auf der Rennstrecke nicht ohne Spoiler und Flügel auskamen, rühmte sich die Daimler-Benz AG, die erforderlichen Abtriebswerte allein aufgrund intelligenten Designs zu erreichen. Der C 111-II hatte einen vierrotorigen Wankelmotor der KE-Serie mit einem Radius von 99 mm, einer Mantelbreite von 75 mm, einer Exzentrizität von 15 mm und einer Äquidistante von 4 mm. Das entspricht einem Kammervolumen von rund 600 cm³ und einem Arbeitsvolumen von 4,8 Litern. Der freisaugende Motor mit mechanisch geregelter Benzindirekteinspritzung war mit ε=9,3 verdichtet. Er lieferte ein maximales Drehmoment von 433 Nm bei 5000/min (entsprechend eines mittleren Arbeitsdrucks von 1,13 MPa) und erzeugte eine Leistung von 257 kW (350 PS) bei 6000/min. Damit erreichte er eine Höchstgeschwindigkeit von 290 km/h.
Mercedes-Benz entschied sich aufgrund von Problemen mit der Standfestigkeit und Lebensdauer sowie aufgrund der beschriebenen Qualitätsmängel in der Fertigung gegen eine Serienfertigung. Man entschied, den C 111 nur noch intern als Versuchsträger zu nutzen und experimentierte als Nächstes mit Dieselmotoren. Hauptgrund dafür war die Ölkrise 1973. Dafür wurde der C 111-II mit einem Fünfzylinder-Turbodieselmotor (Mercedes-Benz OM 617) mit einer Leistung von 140 kW (190 PS) und einem Hubraum von 3 Litern ausgestattet. Der so umgerüstete Wagen hatte die Seriennummer 31. Er brach am 12. Juni 1976 alle Geschwindigkeits- und Beschleunigungsrekorde für Kraftwagen mit einem Dieselmotor als Antrieb.
Der C 111-II brach auf dem Hochgeschwindigkeitskurs im süditalienischen Nardò (siehe Tabelle) 16 Rekorde, davon 13 für Dieselfahrzeuge; beispielsweise wurde eine Dauerfahrt über 10.000 Meilen mit einem Durchschnittstempo von 252 km/h absolviert.
Am 15. August 2024 hat Mercedes-Benz auf dem Concours d’Elegance in Pebble Beach die Rückrüstung eines fahrbereiten C 111-II auf M 950 Wankelmotor im fahrbereiten Zustand präsentiert.

### Typ Version III

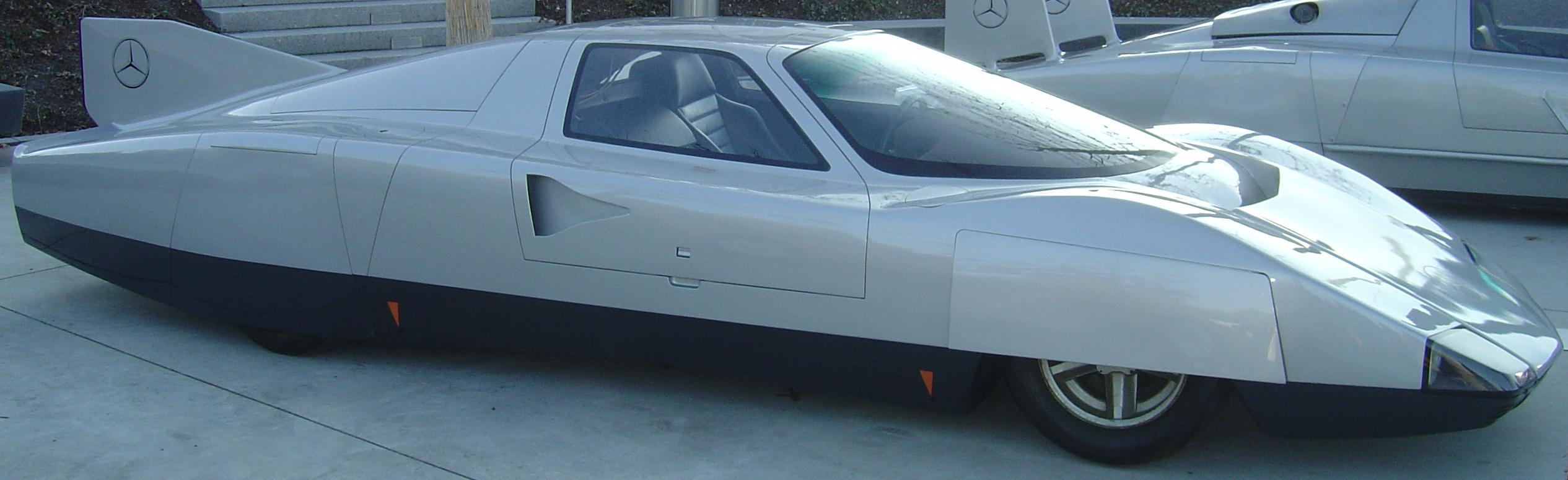
C 111-III

Eine nochmals überarbeitete Version des C 111 erreichte 1978 in Nardò die 320-km/h-Marke und erzielte dort während einer zwölfstündigen Fahrt eine Durchschnittsgeschwindigkeit von 316 km/h. Durch eine erhebliche aerodynamische Überarbeitung der Karosserie erzielte der C 111-III einen {\displaystyle c_{\mathrm {w} }}-Wert von 0,183.
Die Leistung des Fünfzylinder-Turbodieselmotors wurde zu Lasten der Lebensdauer weiter erhöht. So hatte man den Ventilsitzwinkel extrem spitz ausgeführt, um den Strömungswiderstand zu reduzieren und die Leistung zu maximieren. Man verzichtete auf eine Ladedruckregelung und legte den Turbolader auf maximale Leistung aus.

### Typ Version IV

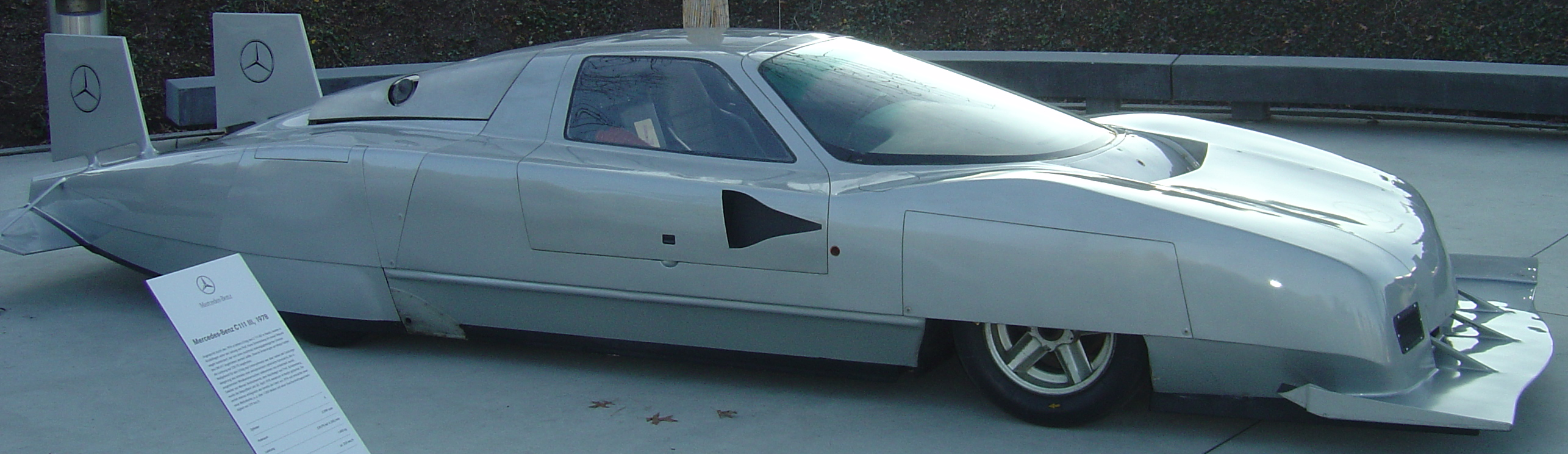
C 111-IV

Die aerodynamisch weiter optimierte Version C 111-IV hatte einen mit doppeltem Turbolader aufgeladenen V8-Ottomotor (Mercedes-Benz M 117) mit 90°-Zylinderanordnung, 4.820 Kubikzentimetern Hubraum, 368 kW (500 PS) und 599 Nm Drehmoment sowie einem Verdichtungsverhältnis von 6:1.
Dieser Wagen erzielte am 5. Mai 1979 weitere Rekorde. So erreichte er auf der Strecke in Nardò die damalige Rekordgeschwindigkeit für Rundstrecken von 403,978 km/h.

## Weltrekorde
Auf der italienischen Hochgeschwindigkeits-Teststrecke Nardò wurden folgende Rekorde aufgestellt:

### Rekorde mit dem C 111-II-Diesel
| Distanz   | Geschwindigkeit           | Distanz       | Geschwindigkeit           | Dauer | Geschwindigkeit |
| --------- | ------------------------- | ------------- | ------------------------- | ----- | --------------- |
| 10 km     | 220,619 km/h              | 10 Meilen     | 227,353 km/h              | 1 h   | 253,770 km/h    |
| 100 km    | 251,148 km/h              | 100 Meilen    | 252,875 km/h              | 6 h   | 252,578 km/h    |
| 500 km    | 254,086 km/h              | 500 Meilen    | 252,930 km/h              | 12 h  | 253,616 km/h    |
| 1000 km   | 253,307 km/h              | 1000 Meilen   | 252,737 km/h              | 24 h  | 253,030 km/h    |
| 5000 km   | 252,903 km/h              | 5000 Meilen   | 252,540 km/h (Weltrekord) |       |                 |
| 10.000 km | 252,249 km/h (Weltrekord) | 10.000 Meilen | 251,798 km/h (Weltrekord) |       |                 |

### Rekorde mit dem C 111-III-Diesel
| Distanz   | Geschwindigkeit | Distanz       | Geschwindigkeit | Dauer | Geschwindigkeit |
| --------- | --------------- | ------------- | --------------- | ----- | --------------- |
| 100 km    | 316,484 km/h    | 100 Meilen    | 319,835 km/h    | 1 h   | 321,843 km/h    |
| 500 km    | 321,860 km/h    | 500 Meilen    | 320,788 km/h    | 6 h   | 317,796 km/h    |
| 01.000 km | 318,308 km/h    | 01.000 Meilen | 319,091 km/h    | 12 h  | 314,463 km/h    |

### Verbleib der C 111-Versuchsträger
| Fahrgestell- nummer | Typ Version                                     | Verbleib                                              |
| ------------------- | ----------------------------------------------- | ----------------------------------------------------- |
| 21                  | mit Behelfskarosserie                           | verschrottet                                          |
| 22                  | Version I                                       | verschrottet am 8. Mai 1972                           |
| 23                  | Version I                                       | Leihgabe an das Automuseum Langenburg                 |
| 24                  | Version I                                       | Totalschaden am 29. Januar 1970 in Hockenheim         |
| 24a                 | Version-I-Fahrgestell mit Version-II-Karosserie | keine Angabe                                          |
| 25                  | Version I                                       | Ausstellungsfahrzeug, verschrottet am 17. Januar 1974 |
| 26                  | Version I                                       | Mercedes-Benz-Museum                                  |
| 31                  | Version II                                      | Mercedes-Benz-Museum                                  |
| 32                  | Version II                                      | Mercedes-Benz-Museum                                  |
| 33                  | Version II                                      | Mercedes-Benz-Museum                                  |
| 34                  | Version II                                      | Mercedes-Benz-Museum                                  |
| 35                  | Version II                                      | Mercedes-Benz-Museum                                  |
| 36                  | Version II                                      | Mercedes-Benz-Museum                                  |

Ein ähnliches Modell war der 1991 vorgestellte C 112, der ebenfalls nie in Serie ging.